# 岡田寛
岡田 寛（おかだ ひろし、1932年〈昭和7年〉1月30日-）は、香川県高松市出身・在住の音楽評論家・ディスクジョッキー。愛称「カンさん」。

## 来歴
早稲田大学政治経済学部卒業。1954年に高島屋飯田に入社するが、家業の旅館業を継ぐために1年で帰郷する。
クラシック音楽・タンゴに特に造詣が深く、地元のラジオ香川→RNCラジオ（西日本放送）が開局した当初（1953年11月）から2017年10月29日まで日曜に放送されていたタンゴ音楽の専門番組「タンゴアルバム」は番組開始当初に構成作家として参加したのち、1955年よりパーソナリティーとなる。番組はじめの「タンゴファンの皆様こんにちは（後に「こんばんは」）。岡田寛です…」のフレーズで知られる。

## 出演番組
- タンゴアルバム
- 岡田寛の日曜音楽情報
- 波のりラジオWeek End Fever「岡田寛のラ・ヴィアン・ローズ」

## 連載
- 読売新聞香川版「香川新音楽事情」（月1回）

## 表彰
- 1998年　アルゼンチン大使館功労賞[1]
- 1999年　香川県教育委員会教育・文化功労賞
- 2004年　香川県知事賞（音楽評論）

## その他の経歴
- 高松市コンサート協会代表[1]
- 高松ポルテニア音楽研究会会長[1]
- 香川県芸術祭運営員
- 志度音楽ホール総監修・「ランパル塾」塾長・少年少女合唱団責任者
- 香川日墺協会常任理事